# Kroongroep
Een kroongroep is een clade (monofyletische afstammingsgroep) die bestaat uit de laatste gemeenschappelijke voorouder van bepaalde nog levende soorten en alle afstammelingen. De term komt voort uit de gewoonte een cladogram voor te stellen als een stamboom. De groep in de kroon van de stamboom, waar conventioneel de nog levende leden staan, is dan de kroongroep.
Een kroongroep onderscheidt zich van andere claden, doordat voor de bepaling van de laatste gemeenschappelijke voorouder geen uitgestorven soorten worden gebruikt; wel zullen meestal uitgestorven soorten binnen een kroongroep vallen. Het begrip is geïntroduceerd in een poging om de namen van traditionele taxa, die vaak een vage inhoud hadden, ook binnen de cladistiek te blijven gebruiken. Door kroongroepen toe te passen wordt de definitie beperkt tot nog levende soorten van het taxon en uitgestorven soorten die een latere gemeenschappelijke voorouder hadden met een bepaalde nog levende soort van het taxon. Uitgestorven leden van het traditionele taxon die met de nog levende soorten een laatste gemeenschappelijke voorouder hadden die eerder leefde, vallen buiten de kroongroep.
Een voorbeeld van kroongroep zijn de vogels. Het taxon vogels als kroongroep (Neornithes) is gedefinieerd op basis van alle heden te dage levende vogels en hun oudste gemeenschappelijke voorouder. Alle uitgestorven soorten die ook afstamden van de gemeenschappelijke voorouder van de levende vogels vallen ook binnen de kroongroep vogels. Dinosauriërs zijn verwant met alle levende vogels, ze vallen echter niet binnen de kroongroep omdat de moderne vogels een gemeenschappelijke voorouder met de verschillende groepen dinosauriërs hebben die ouder is dan de gemeenschappelijke voorouder van alle levende vogels. Aangezien dinosauriërs nog altijd nauwer verwant zijn met vogels dan met krokodillen (de zustergroep van vogels), worden dinosauriërs samen met enkele fossiele proto-vogels tot de stamgroep van de vogels gerekend.
Kroongroepdefinities van claden zijn niet onverdeeld populair. Sommige cladisten geven er de voorkeur aan juist zo min mogelijk traditionele namen te gebruiken; traditionele taxonomen zien de kroongroepen als een inbreuk van de cladistiek op hun terrein, een poging hun bekende namen over te nemen en die een heel andere inhoud te geven.